# Ewa Bondar
Ewa Bondar (ur. 26 sierpnia 1922 w Białymstoku, zm. 27 października 2015 w Ełku) – polska esperantystka, nauczycielka i propagatorka metody Cseha, honorowy członek Międzynarodowego Instytutu Esperanto.  

## Życiorys
Ewa Bondar urodziła się 26 sierpnia 1922 roku w Białymstoku. Naukę esperanto rozpoczęła w 1982 roku, w wieku 60 lat i wkrótce uzyskała certyfikat nauczycielski od Polskiego Związku Esperantystów. W 1985 roku wzięła udział w seminarium metody Cseha, prowadzonym przez słynną nauczycielkę tej metody nauczania Audrey Childs-Mee. Zaczęła sama studiować sposób nauczania wynaleziony przez rumuńskiego księdza Andrása Cseha i stosować w nauczaniu esperanto. W 1987 r. została współpracownikiem Mili van der Horst-Kolińskiej, przejmując częściowo rolę zmarłej Childs-Mee. W sierpniu 1989 roku wzięła udział w Światowym Kongresie Esperantystów w Kownie.
Prowadziła kursy i szkoliła nauczycieli metody Cseha w wielu krajach m.in.: w Chinach, Estonii, Finlandii, Francji, Niemczech, Łotwie, Norwegii, Rosji, na Litwie, Słowacji i Ukrainie. Wielokrotnie zgłaszała się do pracy administracyjnej podczas kongresów i innych wydarzeń związanych z nauczaniem metodą Cseha. 
W 2001 roku Ewa Bondar została członkiem honorowym Międzynarodowego Instytutu Esperanto (Internacia Esperanto-Instituto). W 2010 roku podarowała swoje książki w języku esperanto pierwszej w kraju publicznej bibliotece esperanckiej w Białymstoku w ramach akcji „100 na 100” (100 je 100). W 2017 roku biografia Ewy Bondar ukazała się w książce Eda Borsbooma Kie miozotas memor’, w której opisał sylwetki osób, które odegrały dużą rolę w nauce esperanto. 
Zmarła 27 października 2015 roku w Ełku. 